# Liste der Monuments historiques in Ruffiac (Morbihan)
Die Liste der Monuments historiques in Ruffiac (Morbihan) führt die Monuments historiques in der französischen Gemeinde Ruffiac auf.

## Liste der Bauwerke
| Bezeichnung           | Beschreibung | Standort          | Kennzeichnung | Schutzstatus | Datum | Bild |
| --------------------- | ------------ | ----------------- | ------------- | ------------ | ----- | ---- |
| Herrenhaus Balangeard |              | La Rivière (Lage) | PA00091812    | Inscrit      | 1990  |      |

## Liste der Objekte
- Monuments historiques (Objekte) in Ruffiac (Morbihan) in der Base Palissy des französischen Kultusministeriums